# Проект Право на освіту
Проект Право освіту — социальный проект, который занимается изменениями в школах Украины, повышает уровень уважения к учителям, инициирует государственные реформы, защищает право на образование маленьких пациентов. Входит в состав Благотворительной организации «Ти не один» Благотворительного Фонда «1 + 1 Медіа». Куратор проекта — Наталья Мосейчук, телеведущая ТСН на канале 1 + 1.

## История
- Проект был создан Натальей Мосейчук в 2017 году. Наталья — учительница английского языка по специальности и журналист по жизненному призванию. Решила взять на себя социальную миссию — сделать тему образования (учителя; образовательные реформы; решение проблем школ; защита прав педагогов, учащихся и их родителей) центральной и рейтинговой в обществе. Таким образом появилась социальная инициатива Право на освіту.
- В ходе расследования и мониторинга, команда обнаружила печальное открытие — в Украине утрачено право на образование детей во время лечения в больницах. В Европе и цивилизованном мире — школы в больницах являются нормой. Поэтому школы при больницах стали приоритетным направлением деятельности проекта. Было решено открыть не менее 33 школ при больницах в областных центрах и крупных городах Украины.[1]
- В августе 2017 года вместе с общественной организацией Small Heart With Art удалось открыть мини-школу — учебный класс в ВИЧ-отделении в киевском Охматдет для 15-ти детей. Ассоциация гинекологов США поддержала проект и продолжает оплачивать зарплаты учителям.
- В феврале 2018 года команда Право на освіту посетила больницу при Западноукраинском специализированном детском центре при Львовском Охматдете. Посмотрела, как работают школы при больницах, где сохранился формат обучения на базе соседских школ. Им удалось организовать систему уроков для всех возрастных групп, выполнять учебные нормы и обеспечивать начисление зарплат преподавателям.
- Было принято решение о необходимости возобновления системы обучения при медицинских учреждениях Украины. Команда проекта обратилась в Министерство образования и нашла поодержку в лице Лилии Гриневич.[2][3]
- Летом 2018 года была создана рабочая группа, в состав которой вошли: Наталья Мосейчук, Евгения Смирнова, Людмила Сокур, Марина Гриценко, Алена Маципура, Лилия Гриневич, Лариса Самсонова, Виктор Сальков, Наталья Бейтемирова, Наталья Давыденко, Богдан Савченко, Владимир Алексеев, Ирина Синяя, Алла Гунька.
- 1 июня 2018 года во время благотворительного марафона в День защиты детей «Сніданок з 1+1» и куратор проекта «Право на освіту» Наталья Мосейчук собрали сумму, необходимую для открытия нового класса Школы Супергероев в отделении интенсивной и эфферентной терапии острых интоксикаций при Национальной детской клинике Охматдет. Всего было собрано более 650 тисяч гривен на ремонт, оборудование и фонд для оплаты работы учителей будущей школы. Украинские звезды предоставили 27 лотов для благотворительного марафона, за которые можно было посоревноваться на странице утреннего шоу в Facebook.[4]
- В начале сентября 2018 года была открыта Школа Супергероев при отделении токсикологии при Национальной детской клинике Охматдет.
- 25 сентября 2018 года команда «Право на освіту» инициировала вынос на общественное обсуждение проект приказа «Об утверждении Положения о особенностях организации очной формы получения общего среднего образования в учреждениях здравоохранения».
- 6 декабря 2018 года проект «Право на освіту» получил награду в категории «Общество» во время первой церемонии награждения Partnership for Sustainability Award 2018 — это конкурс партнерских проектов между различными группами стейкхолдеров для достижения устойчивого развития, инициированный Глобальним договором ООН в Украине.
- 19 декабря 2018 года Министерство образования и Министерство здравоохранения общим указом утвердили Положение. С 2019 года на оплату труда преподавателям в больницах предусмотрено 12 млн гривен. Наталья Мосейчук вместе с Лилией Гриневич презентовали Положение на пресс-конференции.[5][6]
- 19 февраля 2019 года был презентован документ бесплатной социальной франшизы для школ в больницах. Это готовая инструкция с действиями, в которой детально объясняется, как организовать и обустроить образовательное помещение и создать школу при больнице на опыте Школы Супергероев.[7]
- На данном этапе результатом проекта является открытие трёх школ при больницах: Школа Супергероев при отделении интенсивной и эфферентной терпаии острых интоксикаций киевского Охматдета, школа в отделении детской онкологии Национального института рака с партнером «Лико-скул» и в Детской больнице № 7 г.Киева под руководством «Академия +».
- Продолжением образовательной реформы при больницах Украины, и использования социальной франшизы стали больничные учреждения Житомирской области, а именно КУ «Житомирская областная детская клиническая больница» и Городская детская больница в Житомире. Школы заработают уже осенью 2019 года.[8]
- К началу учебного 2019 года откроется школа в столичном Ожоговом центре. Средства на ремонт которой предоставил Общественный бюджет Киева, после того, как куратор проекта Наталья Мосейчук обратилась к киевлянам поддержать петицию на сайте столичной администрации о создании школы в ожоговом центре. Неравнодушные люди совместно с нашей командой набрали необходимое тысячу голосов, которые и помогли получить средства от Общественного бюджета для ремонта в классе!
- Уроки в школах проходят в трёх форматах: индивидуальные занятия для детей «у постели», групповые — обучение в специальном классе и бинарные, которые готовят учителя нескольких предметов с общей тематикой.
- Ко Дню защиты детей уже третий год подряд в ОХМАТДЕТ волонтеры и звезды вместе с маленькими пациентами сажали огород во время прямого включения Сніданку з 1+1. Так проходил открытый урок биологии Школы Супергероев.
- 31 мая 2019 года Наталья Мосейчук пригласила Тину Кароль совместно провести Урок мечтаний, на котором звезды с маленькими пациентами говорили как нужно мечтать по-настоящему и видеть широкие горизонты.
- В июне 2019 года в киевском Охматдете появился настоящий Супермобиль, который ежедневно возит маленьких пациентов из семи отделений Охматдета. Автомобиль был подарен проектом Здійсни мрію.
- Право на освіту инициирует новое направление — образовательные поездки для учителей.

## Право на освіту и Global Teacher Prizе Ukraine
Зоя Литвин, председатель общественного союза «Освіторія», стала организатором Global Teacher Prizе Ukraine и пригласила Наталью Мосейчук стать куратором премии и войти в состав жюри. Цель — изменить отношение к профессии учителя, поднять её престиж и выявить как можно больше учителей-инноваторов, рассказать о них всей стране.
Наталья Мосейчук создала собственную номинацию «Вибір серцем». Цель этой номинации — найти учителей, которые учат маленьких пациентов в медицинских учреждениях.
В 2017 году вдохновительница проекта подарила феерическое путешествие в Чехию Оксане Бициний — учительнице химии из Запорожья. В 2018 году Выбором сердца Натальи стала Оксана Коцюруба, учительница украинского языка и литературы, преподаёт в больнице для онкобольных детей во Львове. Оксана получила приз 50 000 гривен и путешествие в Дубай на образовательный Форум.

## Задания
- Обеспечить детей обучением в больницах.
- Создать как минимум 33 школы при больницах во всех областных центрах и больших городах Украины.
- Поднять престиж профессии учителя.
- Организовать обучение учителям, дать возможность посещать образовательные конференции и форумы.

## Состав команды
- Наталья Мосейчук, ведущая новостей ТСН на канале 1+1
- Марина Гриценко, директор благотворительного фонда ТИ НЕ ОДИН
- Евгения Смирнова, глава NGO Small Heart with Art
- Алена Маципура, член наблюдательного совета БО Благотворительный фонд КОЛО
- Проект поддерживают журналисты, волонтёры, врачи и учителя.

## Партнёры проекта
- Здійсни мрію
- Благодійна організація «Ти не один» Благодійного Фонду «1+1 Медіа»
- NGO Small Heart with Art
- Школа Супергероев
- Благотворительный фонд «Коло»
- Освіторія
- Global Teacher Prizе Ukraine
- Охматдет
- Академия современного образования А+
- Liko-School
- Pavlenko Legal Group
- Епицентр
- Yuria-Pharm
- Фонд помощи онкобольным детям «Краб»